# Dream of Fair to Middling Women
Dream of Fair to Middling Women è un romanzo di Samuel Beckett pubblicato postumo nel 1992, ma risalente al 1932.
L'autore lo scrisse all'Hotel Trianon di Parigi, all'età di 26 anni, e lo sottopose a diversi editori, senza che nessuno lo volesse pubblicare, giudicandolo troppo rischioso, troppo scandaloso o troppo letterario. Si decise a lasciarlo in un cassetto e a riutilizzarne in parte il materiale. Nel 1961 cedette il manoscritto al critico Lawrence E. Harvey che, a sua volta, lo diede al Dartmouth College nel 1971. Dopo la morte dell'autore, grazie a Jérôme Lindon (e con il consenso dell'autore stesso che ne aveva dato il permesso "qualche tempo dopo la mia morte"), il libro è stato pubblicato da Eoin O'Brien ed Edith Fournier contemporaneamente per Arcade (in collaborazione con Riverrun Press) di New York e per Black Cat Press di Dublino. James Knowlson, biografo ufficiale dell'autore, lo considera un tentativo fallito di allontanarsi dal maestro Joyce (con il quale in effetti era entrato allora in contatto), ma probabilmente un altro motivo che ha convinto Beckett a desistere dalla pubblicazione sono stati i contenuti a tratti troppo erotici e riferiti a relazioni illecite riconoscibili dalle persone coinvolte.
In italiano è apparso un frammento, a cura di Aldo Tagliaferri, nella raccolta Disjecta (Milano: Egea, 1983) dal titolo Sogno di donne attraenti o mediamente attraenti.
Il protagonista è tale Belacqua, ispirato al personaggio dantesco, innamorato di due donne, Smeraldina-Rima e Alba; i tre poi ricompariranno nei racconti di Più pene che pane.

## Edizioni
- Samuel Beckett, Dream of Fair to Middling Women, New York: Arcade, 1992